# Onitis parvulus
Onitis parvulus là một loài bọ cánh cứng trong họ Bọ hung (Scarabaeidae).